# South Sudan Oyee!
"South Sudan Oyee!" é o hino nacional do Sudão do Sul. O hino foi escolhido pelo Comite do Hino Nacional do Sudão do Sul do Movimento Popular de Libertação do Sudão seguidos do lançamento de competição para achar o hino nacional de Agosto de 2010. Foi precedido pelo referendo de independência em janeiro de 2011, que levou o Sudão do Sul virar um país independente em 9 de Julho de 2011.

## Letra[3]
| South Sudan Oyee! |
| Oh God, We praise and glorify You for Your grace on South Sudan, Land of great abundance uphold us united in peace and harmony. Oh motherland, we rise raising flag with the guiding star and sing songs of freedom with joy, for justice, liberty and prosperity shall forever more reign. Oh great patriots, let us stand up in silence and respect, saluting our martyrs whose blood cemented our national foundation, we vow to protect our Nation Oh God, bless South Sudan. |

| Tradução em português Sudão do Sul, Oyee! |
| Oh Deus, Louvamos e glorificamos o Senhor Para a Vossa graça sobre o Sudão do Sul, Terra de grande fartura Mantenha-nos unidos em paz e harmonia. Oh terra-mãe, Erguemo-nos levantando a bandeira com a estrela-guia E cantamos canções de liberdade com alegria Por justiça, liberdade e prosperidade Reinará para sempre. Oh grandes patriotas, Levantemo-nos em silêncio e respeito, Saudando nossos mártires, cujo sangue Cimentou nossa fundação nacional Juramos proteger nossa Nação. Oh Deus, abençoe o Sudão do Sul. |

## Ver Também
- Sudão do Sul